# Vương Gia Dận
Vương Gia Dận (tiếng Trung: 王嘉胤; bính âm: Wáng Jiāyìn, ? – 1631), người thôn Khoan Bình, hương Hoàng Phủ, huyện Phủ Cốc, tỉnh Thiểm Tây, một trong những thủ lĩnh đầu tiên của phong trào khởi nghĩa nông dân cuối đời Minh.

## Quá trình hoạt động
Ông vốn là binh sĩ biên phòng, đào ngũ về làng. Năm Sùng Trinh đầu tiên (1628), nhân lúc mất mùa đói kém, Vương Gia Dận cùng bọn Ngô Duyên Quý tổ chức nạn dân ở quê nhà dựng cờ khởi nghĩa, tuyên bố cướp giàu cứu nghèo. Ngay sau đó, bọn Vương Tự Dụng, Cao Nghênh Tường,... ở các nơi nổi dậy hưởng ứng.
Lực lượng quân đội nông dân phát triển nhanh chóng, từ 6.000 lên đến 3 vạn, hoạt động ở các tỉnh Thiểm Tây, Sơn Tây, Cam Túc. Khí thế nghĩa quân lên cao, từng đánh bại quan quân do Hồng Thừa Trù chỉ huy, Vương Gia Dận cũng xưng vương, được xem là thủ lĩnh của các thủ lĩnh nông dân thời bấy giờ.
Năm Sùng Trình thứ 4 (1631), Vương Gia Dận giao chiến với Cô Sơn tổng binh Tào Văn Chiếu ở huyện Dương Thành. Đôi bên rơi vào thế giằng co, đêm hôm ấy, các đầu mục dưới quyền là em vợ của ông, Trương Lập Vị, vốn là gian tế của Tào Văn Chiếu và người họ hàng lại sống cùng thôn, Vương Quốc Trung chuốc say và sát hại Vương Gia Dận.
Về sau Trương Lập Vị tử trận khi giao chiến với quân Thanh ở Sát Hổ Khẩu, Sơn Tây, được truy tặng Long hổ tướng quân; Vương Quốc Trung ngụ cư ở Tuy Đức, Lý Quá phá được thành, theo lệnh của Lý Tự Thành, lùng bắt và giết chết Quốc Trung.